# Aspilota laevinota
Aspilota laevinota är en stekelart som beskrevs av Vladimir Ivanovich Tobias 1962. Aspilota laevinota ingår i släktet Aspilota och familjen bracksteklar. Inga underarter finns listade.